# Фигейро-да-Серра
Фигейро́-да-Се́рра (порт. Figueiró da Serra) — район (фрегезия) в Португалии, входит в округ Гуарда. Является составной частью муниципалитета Говейя. Находится в составе крупной городской агломерации Большое Визеу. По старому административному делению входил в провинцию Бейра-Алта. Входит в экономико-статистический субрегион Серра-да-Эштрела, который входит в Центральный регион. Население составляет 303 человека на 2001 год. Занимает площадь 14,31 км².
Покровителем района считается Дева Мария (порт. Nossa Senhora da Conceição).